# 1586 Eskadra Specjalnego Przeznaczenia

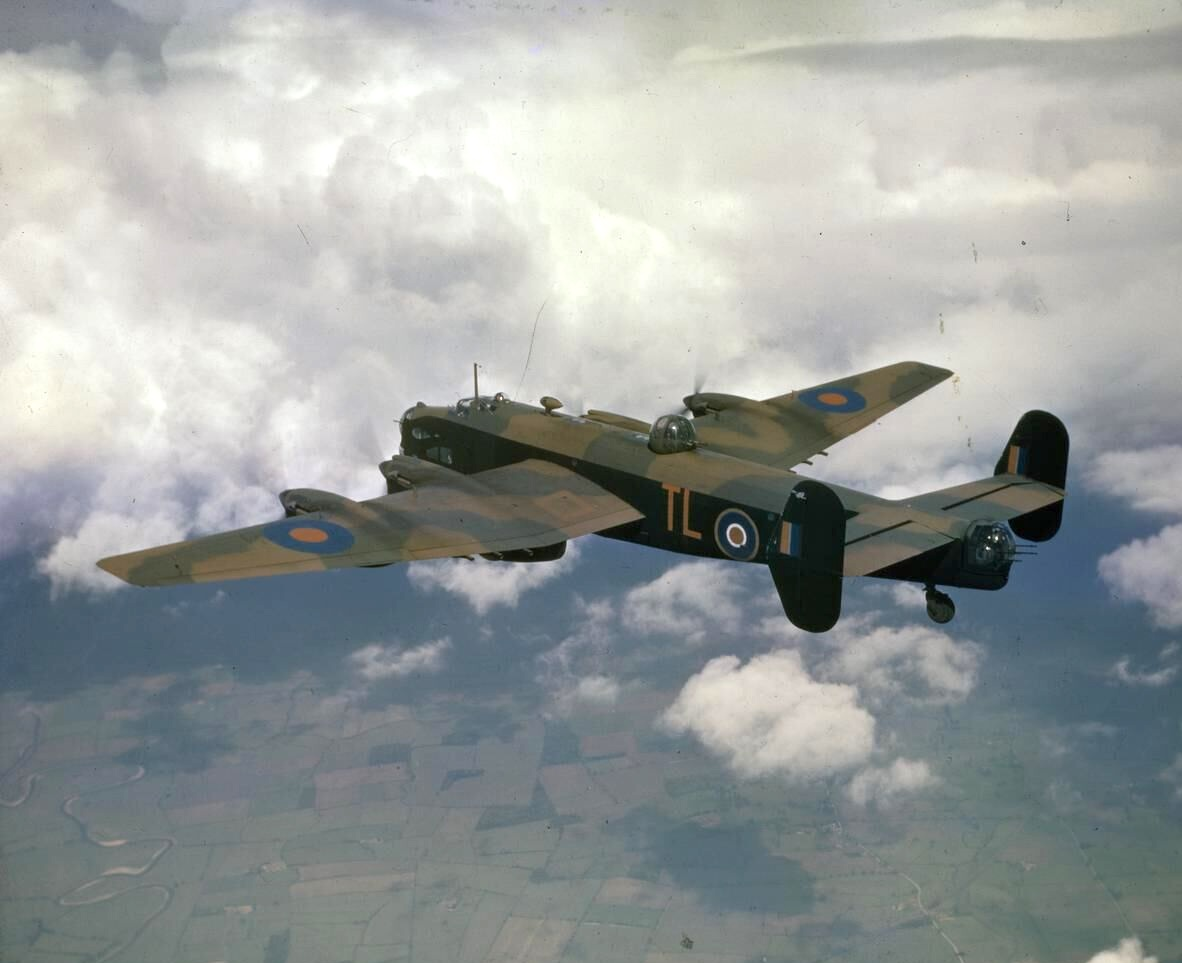
Samolot Handley Page Halifax II – takimi samolotami dokonywano zrzutów

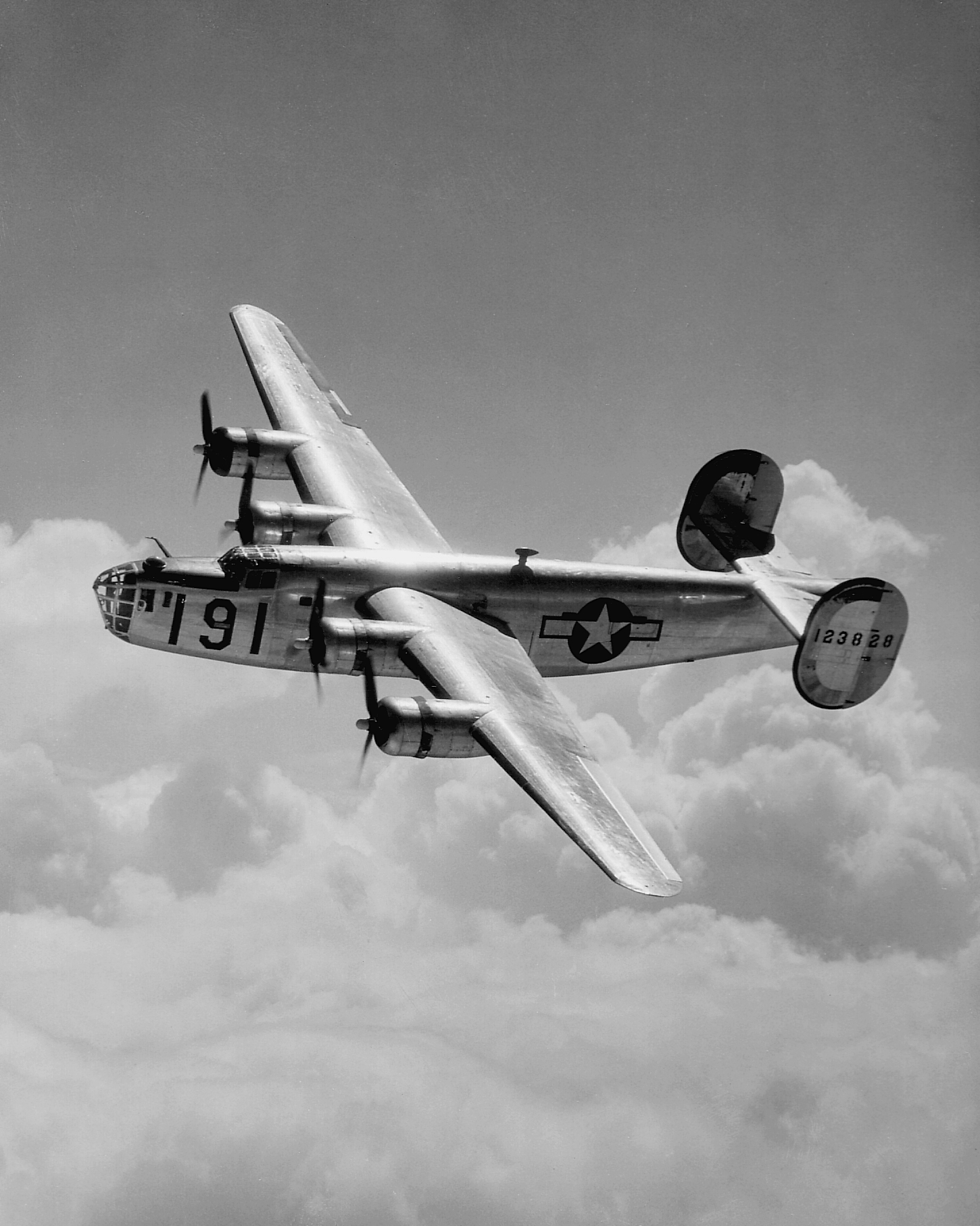
Samolot Consolidated B-24 Liberator – takimi samolotami dokonywano zrzutów

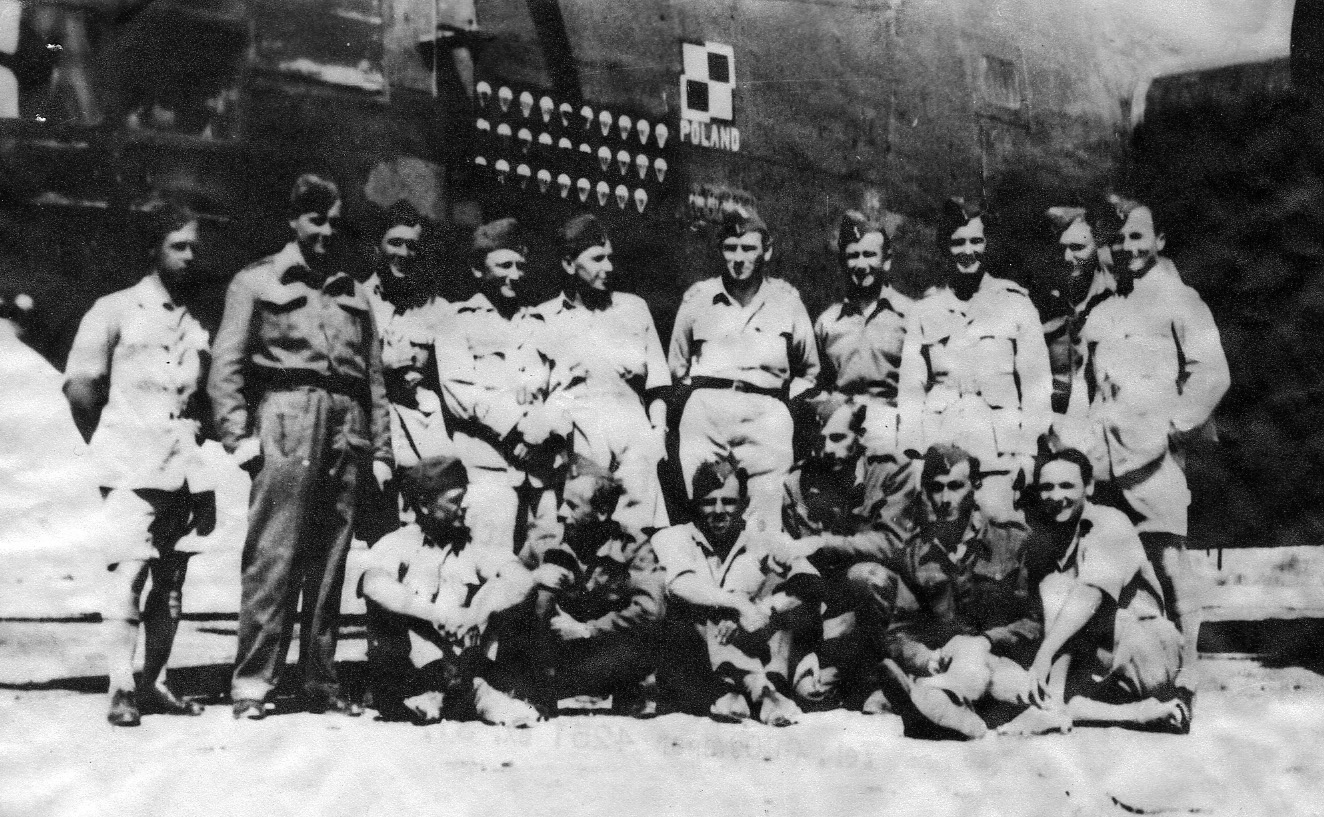
Załoga „Liberatora” z 1586 Eskadry Specjalnego Przeznaczenia po powrocie z misji nad Warszawą. Lotnisko Brindisi

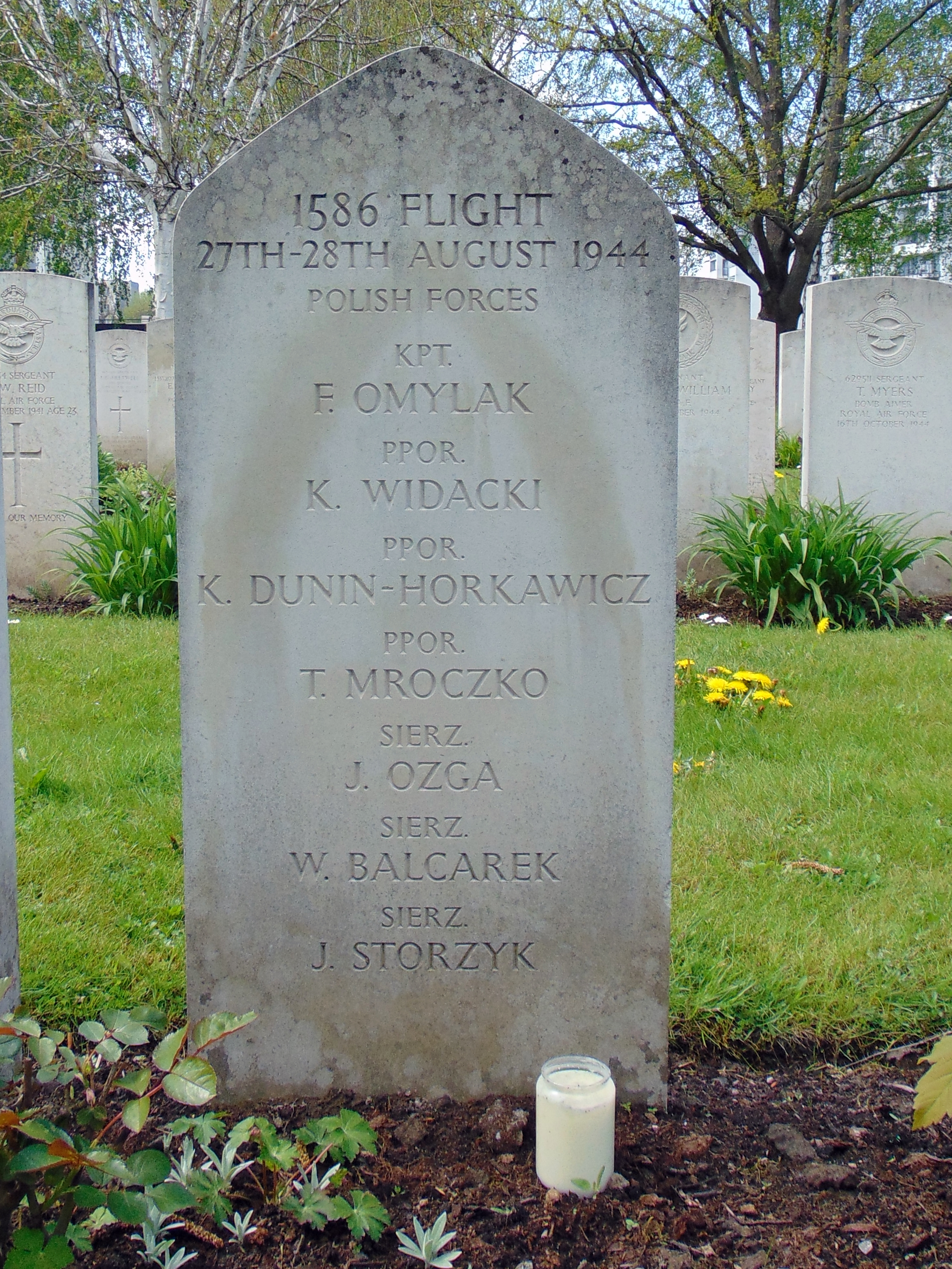
Grób polskich lotników z Eskadry 1586 na cmentarzu wojskowym w Krakowie

1586 Eskadra Specjalnego Przeznaczenia (ang. No. 1586 Flight RAF) – eskadra lotnicza sformowana z polskiej Eskadry „C”, pochodzącej z rozformowanego Dywizjonu 301, a wchodzącej w skład 138 dywizjonu RAF. Po wykonaniu zadań transportu osób i wyposażenia na tereny okupowane, przekształcona w Dywizjon 301.

## Historia

### Eskadra C
Dywizjon 301, po intensywnych operacjach bombardowania, z uwagi na duże straty i trudności w uzupełnieniu stanów załóg, 31 marca 1943 został rozwiązany. Z 7 załóg oraz 76 osób personelu pomocniczego sformowano 1 kwietnia 1943 polską Eskadrę „C” w składzie brytyjskiego 138 Dywizjonu Specjalnego Przeznaczenia RAF. Pozostali lotnicy zostali przeniesieni do innych polskich dywizjonów bombowych, głównie Dywizjonu 300.
Dywizjony (138, 161 oraz 148) Specjalnego Przeznaczenia, stacjonujące w bazie RAF Tempsford działały na zlecenie Kierownictwa Operacji Specjalnych (ang. Special Operations Executive, SOE) dokonując zrzutów agentów i sprzętu do krajów okupowanych. W dywizjonach tych służyło też od listopada 1941 kilka załóg polskich [10].
Używano czterosilnikowych samolotów Halifax oraz dysponującym nieco większym zasięgiem B-24 Liberator. Wykonywały loty ze zrzutami cichociemnych oraz wyposażenia dla Armii Krajowej w Polsce trasą nad morzem Północnym i Danią. Po zwiększeniu niemieckiej obrony przeciwlotniczej w Danii, trasę wydłużono nad Szwecję – czas każdej wyprawy nad Polskę wynosił nawet do 16 godzin – ledwo starczało paliwa na powrót.
Eskadra „C” 4 listopada 1943 została wyłączona z 138 Dywizjonu.

### 1586 Samodzielna Eskadra do Zadań Specjalnych
Na bazie eskadry „C” została sformowana z dniem 4 listopada 1943 Samodzielna (polska) 1586 Eskadra do Zadań Specjalnych. Podporządkowana bezpośrednio dowódcy 334 Skrzydła Specjalnego Przeznaczenia (334 Wing). Uzyskała brytyjską nazwę i miano 1586 Polish Special Duties Flight. W pismach służbowych polskich władz eskadra ta nadal była określana jako 301 Dywizjon (Eskadra) Ziemi Pomorskiej. Otrzymała również samodzielne oznaczenia kodowe GR-..., które wcześniej posiadał 301 dywizjon bombowy. Uzupełniono personel naziemny na niemal całkowicie polski.
Równocześnie została ona przebazowana drogą lotniczą i morską na lotnisko Sidi Amor koło Tunisu. Lotnisko było słabo wyposażone logistycznie i kwaterunkowo. Ale już 15 grudnia 1943 jeden Liberator i dwa Halifaxy wykonały pierwszy lot nad teren okupowanej Polski. Z tego lotniska wykonano jeszcze tylko raz lot do Polski, załogi wracając lądowały na dawnym lotnisku Regia Aeronautica w Campo Casale nieopodal Brindisi. 19 grudnia 1943 dowódca eskadry otrzymał zgodę na jej przebazowanie na lotnisko Reggia Aeronautica w Campo Cassale, 22 grudnia 1943 wylądowało na niej pięć samolotów 1586 Eskadry. Z Brindisi odległość do Krakowa wynosiła 1000 km, a do Warszawy 1250–1500 km zależnie od trasy.
Etat eskadry wzrósł do 10 załóg, przy 6 samolotach (3 Halifaxy i 3 Liberatory), a do czerwca 1944 do 12 załóg i 12 samolotów (9 Halifaxów i 3 Liberatory) [5]. W 1943 roku 1586 Eskadra wykonała 27 lotów do Polski z kurierami i cichociemnymi oraz zrzutami dla Armii Krajowej oraz 108 do innych krajów. W 1944 eskadra dokonywała zrzutów dla powstania warszawskiego, ponosząc dotkliwe straty w załogach i sprzęcie. Naczelny Wódz 14 września 1944 nadał eskadrze tytuł „Obrońców Warszawy”.

### Rozformowanie eskadry
W drugiej połowie września 1944 brytyjskie Air Ministry zatwierdziło przekształcenie 1586 Eskadry Specjalnego Przeznaczenia w Dywizjon 319. Stan dywizjonu to 20 załóg oraz 16 samolotów. Na prośbę polskiego dowództwa 7 listopada 1944 Air Ministry przystało na zmianę nazwy z 319 na 301 Dywizjon do Zadań Specjalnych. Dywizjon dalej stacjonował w Campo Cassale do kwietnia 1945.

## Personel eskadry
| Dowódcy eskadr |             |                          |                  |                                                            |
| Stopień RAF    | Stopień PSP | Imię i nazwisko          | Od dnia          | Informacje                                                 |
| S/Ldr          | mjr naw.    | Stanisław Król           | 7 kwietnia 1943  | Dowódca Eskadry „C”                                        |
| W/Cdr          | mjr naw.    | Stanisław Król           | 4 listopada 1943 | Dowódca Eskadry 1586                                       |
| W/Cdr          | mjr naw.    | Eugeniusz Arciuszkiewicz | 5 maja 1944      | Dowódca Eskadry 1586 do jej rozformowania 7 listopada 1944 |

Personel latający
- plut. pil. Józef Bielicki
- mjr obs. Stanisław Daniel
- plut. Tadeusz Dubowski
- mjr. naw. Józef Gryglewicz
- chor. pil. Stanisław Kłosowski
- plut. Stanisław Malczyk
- kpt. Zbigniew Jan Neugebauer
- por. pil. Leszek Owsiany
- sierż. pil. Stanisław Przelaskowski
- plut. Wincenty Rutkowski
- kpt. pil. Zbigniew Szostak
- plut. Józef Witek
- kpt. nawigator Witold Winkler

## Odznaczenia lotników
Trzech lotników z tej Eskadry zostało odznaczonych Krzyżem Złotym IV klasy Orderu Virtuti Militari. Byli nimi:
- major nawigator Stanisław Król – Dowódca Eskadry,
- chorąży pilot Stanisław Kłosowski,
- kapitan pilot Zbigniew Szostak (pośmiertnie).

## Samoloty
| Samoloty na wyposażeniu Eskadry „C” oraz 1586 |                            |
| Typ samolotu                                  | Użytkowane od              |
| Handley Page Halifax II                       | 1 kwietnia 1943            |
| Consolidated B-24 Liberator III               | 5 września 1943            |
| Halifax II, Liberator III                     | końca 1943 i początku 1944 |
| Halifax V, Liberator V, VI                    | połowy 1944                |

1. ↑  Oznaczenia samolotów:.
2. ↑  Jako Eskadra „C” 138 Dywizjonu, m.in. BB309 NF-T, BB330-C, BB340-D, HR666-E, HX161-M, JD154-V, JD156-W, JD171-P, JD319-A, JD362-L, JN911-Z, LW281-W.
3. ↑  Dodatkowo 3 szt.: BZ858 NF-F, BZ859-J, BZ860-U.
4. ↑  Jako 1586 Eskadra do Zadań Specjalnych: JD319 GR-A, JD362-L, JN911-Z, JP171-B, JP177-P, JP180-V, JP181-C, JP207-E, JP222-E, JP236-A, JP249-M, JP252-D, JP281-L, LW272-D, LW284-T.
5. ↑  BZ859 GR-J, BZ860-U, BZ949-T, BZ965-S.
6. ↑  BB412-C, JD319-G, JP161-N, JP220-C, JP230-N, JP236-A, JP251-P, JP252-L, JP254-D, JP283-G, JP295-P.
7. ↑  EV978-R, EW275-R, EW278-U, KG827-U, KG890-S, KH101-R, KH151-S.

## Straty w personelu i sprzęcie
|                        | Straty lotników i samolotów Eskadry „C” i 1586 |      |      |      |      |      |       |
| Rok                    | 1940                                           | 1941 | 1942 | 1943 | 1944 | 1945 | Razem |
| polegli w akcji        | –                                              | 7    | 19   | 17   | 100  | –    | 143   |
| w niewoli, internowani | –                                              | –    | 7    | 7    | 23   | –    | 37    |
| utracone maszyny       | –                                              | 1    | 3    | 9    | 19   | –    | 32    |

1. 1 2 3  1586 Eskadra.
2. ↑  Internowani w Szwecji.

- Dane ustalone na podstawie[16] [17] .